# Cluster-fejfájás

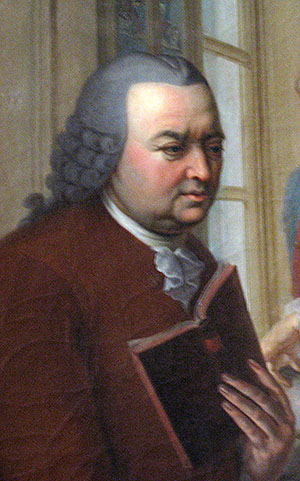
Gerard van Swieten (1700-1772). 18. századi festmény

A cluster-fejfájás idegrendszeri betegség, melynek fő jellemzője a féloldali kiterjedésű, rohamokban jelentkező és igen heves fejfájás. A „cluster” arra utal, hogy a fájdalmak bizonyos periódusokban halmozottan jelennek meg, majd hónapokra, évekre eltűnnek. Első orvosi leírását Gerard Van Swieten adta 1745-ben, ám azóta sem jutottak sokkal előbbre a betegség okának, kialakulásának, mechanizmusának megismerésében. Annyi bizonyos, hogy a hipotalamusz – mint a biológiai óra központja – kulcsfontosságú szerepet játszik a rohamok kialakulásában, azok napi illetve éves ciklusában.

## Gyakorisága
A cluster-fejfájás előfordulási gyakorisága 0,07 és 0,7% közé tehető, tehát kb. olyan ritka, mint a sclerosis multiplex. A legújabb felmérések szerint férfiaknál 2,5-szer gyakoribb, mint nőknél. A betegség kezdetekor az átlagéletkor 31 év. Epizodikus cluster esetén átlagban 1–2 évente következik be a periódus, amelynek átlagos hossza 6 hét, amit tünet- és panaszmentes időszak követ. Ez jellemző a betegek 85%-ára. A betegek 15%-ánál a rohamperiódus 1 évnél tovább is tarthat, 1 hónapnál nem hosszabb szünettel – ez a betegség krónikus formája.
A cluster-fejfájást kettős periodicitás jellemzi: az epizódok gyakran az év azonos időszakában, a rohamok pedig többnyire azonos napszakban jelentkeznek. Az esetek 55%-ában a roham álmából ébreszti a beteget, mintegy 2 órával az elalvás után, az alvás REM-fázisában.

## Tünetei
A cluster sokkal kínzóbb, mint más fejfájások, például a migrén. Nőbetegek szerint gyötrelmesebb szenvedést okoz, mint a szülés. A fájdalom általában a szem környékén, a homlok- vagy halántéktájon alakul ki, s érintheti az arcot, állkapcsot is. Szigorúan féloldali és egy rohamperióduson belül ugyanazon az oldalon jelentkezik, hirtelen, előjelek nélkül, és maximális intenzitását 2–15 perc alatt éri el. Ez a fájdalom heves, kínzó és általában folytonos, nem lüktető. A roham az esetek 80%-ában 30 perctől 2 óráig tart, átlagos hossza 80 perc. A roham végén a fájdalom olyan gyorsan tűnik el, ahogy beállt. A napi átlagos rohamszám kettő (naponta 0,5–8); az epizód kezdetén és végén általában ritkább, míg annak közepén gyakoribb.
A roham legjellemzőbb kísérőtünete az azonos oldali szem könnyezése és vörössége, továbbá – szintén a fájdalmas oldalon – orrdugulás, orrfolyás, az arcfél és a homlok izzadása. A rohamot kísérheti hányinger, esetleg hányás, továbbá fény-, hang- és szagérzékenység. A páciens a roham alatt jellemzően ül, áll vagy járkál – csak az enyhe rohamok alatt képes lefeküdni és fekve maradni.

## Rohamokat kiváltó okok
Nitroglicerin tartalmú gyógyszerrel a rohamperiódus alatt szinte minden betegnél kiváltható a roham. A páciensek legalább fele érzékeny az alkoholra – csekély mennyiségű szeszes ital elfogyasztása (például egy pohár bor) 5–45 percen belül rohamot vált ki. Előidézheti a stressz illetve annak hiánya (pihenés), extrém időjárási körülmény, sőt némelyik étel is.

## Terápia
A legújabb felmérések alapján több év telik el, mire a clustert pontosan diagnosztizálják. A clusteres pácienseket rendszerint egyéb fejfájásokra kezelik – sikertelenül. Ezért fontos a cluster mielőbbi felismerése és kezelése. Mivel kevés a cluster terápiájára alkalmazható gyógyszer, a kutatások középpontjában olyan új szerek megtalálása áll, melyeket ugyan más betegségre fejlesztettek ki, de a clusterre is használhatók lehetnek. 
A gyógyszeres terápiánál megkülönböztetünk rohamkezelést és preventív, ún. intervallumkezelést.
Rohamkezelésre Magyarországon jelenleg egyetlen hatékony szer van:
- sumatriptán (injekció vagy orrspray)

Hatásukat 5–10 perc alatt elérik (az Imigran spray kicsit lassúbb), de csak a fennálló rohamot szüntetik meg – megelőző hatásuk nincs. A hagyományos fájdalomcsillapítók szinte teljesen hatástalanok.
- A 100%-os oxigén maszkon keresztül, 10–15 l/perc sebességgel belélegezve a betegek több mint háromnegyedénél 5–15 perc alatt megszünteti a rohamot. Oxigént neurológus szakorvos írhat fel a clusteres beteg számára. Magyarországon a Linde Zrt.- nél lehet a palackot megrendeli recepttel. A palackért egyszeri letétet, még az oxigénért 5600 Ft térítési díjat kell fizetni. (2023-ban)[forrás?]

A roham megelőzése:
- átmeneti kezelés: triptán-, szteroid-, ergotamin-tartalmú készítményekkel a rohamok számának ill. erősségének csökkentése, míg a fenntartó kezelés el nem éri hatását;
- fenntartó kezelés: kalciumcsatorna-blokkolók, lítiumkészítmények, methysergid, epilepsziaellenes szerek, egyéb szerek: indometacin, bétablokkolók, triciklikus és egyéb antidepresszánsok, kapszaicin, melyeket némi sikerrel teszteltek;
- szabadforgalmú készítmények: pl. a melatonin napi 1×10 mg-os adagja (lefekvés előtt fél órával alkalmazva) segíthet a roham megelőzésében.